# Nur al-Din al-Atassi
Nūr al-Dīn al-Atāsī (in arabo أحمد نور الدين بن محمد علي بن فؤاد الأتاسي‎?, Aḥmad Nūr al-Dīn b. Muḥammad ʿAlī b. Fuʾād al-Atāsī; Homs, 11 gennaio 1929 – Parigi, 2 dicembre 1992) è stato un politico siriano e presidente della Repubblica siriana dal 25 febbraio 1966 al 18 novembre 1970.

## Biografia
Appartenente all'importante famiglia Atassi, questo membro e ideologo del Ba'th, che aveva studiato Medicina fino al 1955 nell'Università di Damasco, divenne segretario generale del Partito Baʿth prima di diventare presidente della Repubblica nel febbraio del 1966.
Dopo il colpo di Stato perpetrato dal ministro della difesa, il gen. Hafiz al-Asad, fu arrestato col gen. Salah Jadid e fu incarcerato, senza aver subito alcun processo e senza essere imputato di alcun reato, nel famigerato carcere di al-Mizza a Damasco, fino al 28 agosto 1992 quando, a causa del suo precario stato di salute, fu rilasciato dal regime siriano e autorizzato a riparare in Francia per farsi curare un tumore che, però, lo portò di lì a poco alla morte.
Sposato, ebbe due figli: Aya al-Atassi e Muhammad Ali al-Atassi, quest'ultimo giornalista e militante di organizzazioni impegnate nella difesa dei diritti dell'uomo.